# Osmia satoi
Osmia satoi är en biart som beskrevs av yasumatsu, Hirashima och > 1950. Osmia satoi ingår i släktet murarbin, och familjen buksamlarbin. Inga underarter finns listade i Catalogue of Life.